# Rivière Magalloway
 (mars 2015).
Si vous disposez d'ouvrages ou d'articles de référence ou si vous connaissez des sites web de qualité traitant du thème abordé ici, merci de compléter l'article en donnant les références utiles à sa vérifiabilité et en les liant à la section « Notes et références ».
La rivière Magalloway est une rivière dans le nord-ouest du Maine et le nord du New Hampshire aux États-Unis. C'est un affluent de la rivière Androscoggin qui se joignent près de la décharge du lac Umbagog.

## Géographie

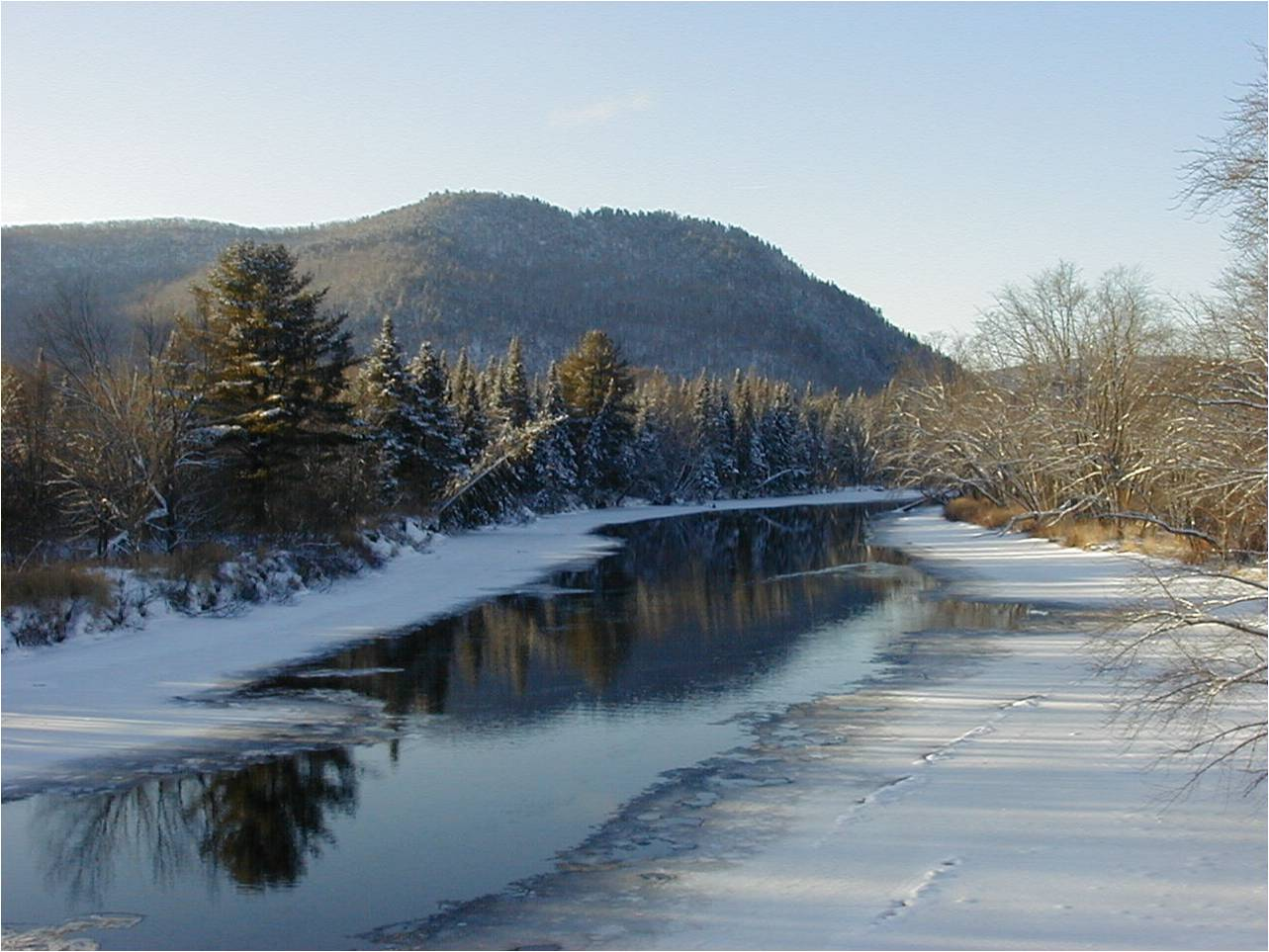
Rivière Magalloway près de l'entrée du lac Umbagog

La rivière Magalloway prend ses sources près du mont Twin Peaks, à l'extrême nord-ouest du Maine, à la jonction de la rivière Magalloway ouest et de la rivière Magalloway est. La rivière coule vers le sud, puis traverse le lac Parmachenee. Elle a un bassin versant de 518 km² avant de traverser le lac Aziscohos, puis tourne vers l'Ouest et descend de 76 m sur 3,2 km près du village de Wilsons Mills, Maine, avant de tourner une nouvelle fois vers le sud, le long de la frontière du New Hampshire-Maine. L'extrémité de la rivière se joint à la décharge du lac Umbagog, formant la rivière Androscoggin.

## Étymologie
L'origine du nom Magalloway n'est pas clairement défini et son origine Autochtones soulève des doutes.